# Mogens von Harbou und von der Hellen
Mogens von Harbou und von der Hellen, född 24 november 1905 i Oldenburg, död 18 december 1946 i Dachau, var en tysk promoverad jurist och politiker.
Under andra världskriget var von Harbou Kreishauptmann (ungefär "distriktschef") i Sambor och senare i Tarnopol i Galizien i Generalguvernementet. 
Efter krigsslutet greps von Harbou av amerikanska soldater och internerades i lägret Dachau. När von Harbou fick veta att han riskerade utlämning till Polen, begick han självmord genom att inta gift.